# Bröstsim

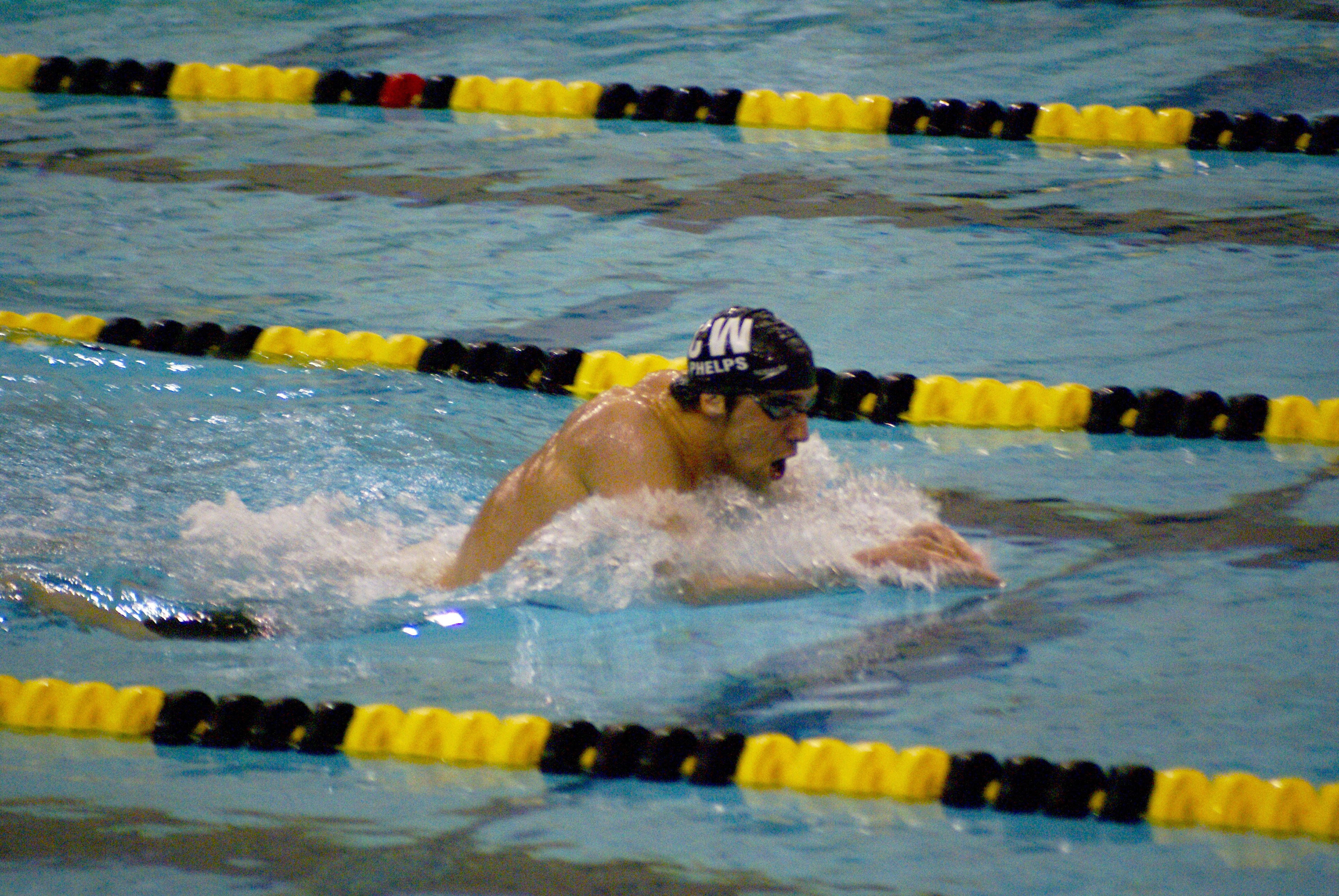
Michael Phelps simmar simsättet bröstsim

Bröstsim är ett av de fyra simsätten inom simning. 
Bröstsim simmas, som man hör på namnet, på bröstet. I armtaget rör sig båda armarna parallellt framför kroppen under vattnet, återföringen i armtaget kan göras både över och under vattenytan. Motsvarande rörelse görs med benen. 
Bröstsim har varit det första simsätt som man lär ut i simskolor och är det populäraste simsättet bland motionärer, troligen just på grund av att det lärs ut, ofta som enda simsätt, och på grund av dess stabilitet och möjligheten till att hålla huvudet ovanför vattenytan hela tiden. Att hålla huvudet ovan vatten är viktigt för att förhindra nedkylning av kroppen. Dessutom som en viktig kunskap för livräddningen. På senare tid, från 2013 lärs i många fall frisim (crawl) ut som första simsätt. Detta för att det är normalare att i ett nödfall sprattla på ett sätt som påminner om frisim. 
Bland tävlingssimmare anses bröstsimmet vara ett av de svårare simsätten och kräver mycket uthållighet om det simmas på rätt sätt.
Bröstsimmet är det långsammaste av de fyra simsätten och kräver mycket teknik om man ska vara snabbast.

## Tävling
I tävlingssammanhang simmar man bröstsim över 50, 100 och 200 meter. Dessutom ingår bröstsim i medley som tredje gren individuellt och som andra gren i lagkapperna.